# Sarosa klagesi
Sarosa klagesi är en fjärilsart som beskrevs av Rothschild 1911. Sarosa klagesi ingår i släktet Sarosa och familjen björnspinnare. Inga underarter finns listade.